# Демократическая ассоциация марокканских женщин
Демократическая ассоциация марокканских женщин (фр. Association Démocratique de Femmes de Maroc, ADFM) — неправительственная правозащитная женская организация в Африке.
Ассоциация создана в 1985 году в Марокко и занимается защитой прав женщин. Её цель — разработать законодательство, основанное на равенстве между мужчинами и женщинами, ориентируя средства массовой информации на лоббирование прав женщин. Ассоциацию называют «краеугольным камнем феминизма в Марокко».

## История
Ассоциация была основана в Рабате в 1985 году. В число её соучредителей входили Рабия Нацир, Амина Ламрини, Фарида Беннани и Наджиа Зирари. Как организация, ассоциация выросла из женской секции Партии прогресса и социализма. Амина Ламрини была членом центрального комитета партии, а ассоциация поддерживало сотрудничество с партией.
Вместо того, чтобы пытаться стать массовым женским движением, ассоциация представляла собой группу интеллектуального давления. Главными её партнерами были учителя, средства массовой информации, политические партии, профсоюзы и молодежные организации.
Ассоциация и Союз женских действий (Union of Women's Action, UAF) сформировали эталон феминистского активизма в Марокко с середины 1980-х годов определяя женское движение как вызов закону, используемому для подчинения женщин.
В частности, ассоциация выступала за реформирование марокканского кодекса семейного права, известного как Мудавана. После национальной кампании 1993 года королевским указом от 13 июля 1995 года в Марокко было отменено требование, согласно которому женщины должны получить разрешение своего мужа, прежде чем смогут получить работу.

## Внешние ссылки
- adfm.ma — официальный сайт Демократическая ассоциация марокканских женщин